# Чаван, Сулочана
Сулочана Чаван (маратхи सुलोचना चव्हाण; 13 марта 1933, Бомбей, Британская Индия — 10 декабря 2022, Гиграон) — индийская певица

, исполнявшая преимущественно лавани на языке маратхи. За вклад в искусство отмечена премией Академии Сангит Натак и орденом Падма Шри.

## Биография
Сулочана родилась 13 марта 1933 года в Гиргаоне, пригороде Мумбаи в семье Мадхадева Чавана и его жены Радхабаи. С детства любила пение и с 5 лет пела на школьных мероприятиях и местных собраниях. Признав её талант к пению, мать попросила знакомых представить её дочь звукозаписывающим компаниям, которые в те дни поощряли певцов-любителей. С шести лет Сулочана выступала с местными драматическими, театральными и гарба-группами, затем в гуджаратском театре, в пьесах на урду и хинди, а также играла роли в пенджабских и тамильских фильмах. Вместе с матерью она ходила на знаменитую студию Rajkamal Kalamandir режиссёра В. Шантарама и брала уроки пения, в итоге записав свою первую песню, когда ей едва исполнилось 11 лет.
Сообщается, что Сулочана в первый раз выступила как закадровый исполнитель в фильме Krishna Sudama (1947), спев песню на музыку Шьямбабу Патхака. За первым фильмом последовали Khidki (1948), Lal Dupatta (1948), Sunhere Din (1949), Rooplekha (1949), Babuji (1950) и Bade Bhaiyya (1951). Но известность как певица она получила после того, как ее песни из фильма Dholak (1951) стали суперхитами. В следующие два года она была одной из самых востребованных закадровых исполнительниц. В период с 1948 по 1953 год она записала песни примерно для 35 фильмов на хинди. Кроме того, она также исполняла песни на гуджарати, раджастхани, панджаби и на некоторых южно-индийских языках.
В 1952 году она вышла замуж за Шамрао Чавана, несмотря на сопротивление обеих семей. В 1955 году она записала свою первую песню лавани для фильма на маратхи для фильма Kalagi Tura режиссёром и исполнителем главной роли в котором был её муж. Песня стала суперхитом, и ей стали поступать новые предложения спеть лавани, постепенно сделав лавани — её основным амплуа. Из-за занятости она полностью перестала работать в киноиндустрии на хинди. Она прославилась своей лавани «Mala Ho Mhantyat Lavangi Mirchi», записанной для фильма Rangalya Ratri Asha (1962). В числе других её известных песен: «Kas Kay Patil Bar Hai Ka?», «Padala Piklay Amba», «Mala Kaitya Punni Maina» и «Tesh Usa Hala Kolha». На протяжении своей карьеры Сулочана спела около 250 песен в 70 фильмах на хинди и более 5000 песен в фильмах и альбомах на маратхи. 
Литератор Прахлад Кешав Атре дал её титул «Королева лавани». Её вклад отмечен множеством наград, в том числе премией Латы Мангешкар от правительства штата Махараштра в 2010 году и Лавани Калавант Пураскар в 2011 году. Она также получила премию Академии Сангит Натак в 2012 и Падма Шри — в 2022 году.
Сулочана дожила почти до 90 лет, пережив своего мужа и старшего сына. Певица скончалась 10 декабря 2022 года около полудня в своем доме в Мумбаи.
У неё остались младший сын Виджай, музыкант-перкуссионист, и внуки.